# Месса до Тридентского собора

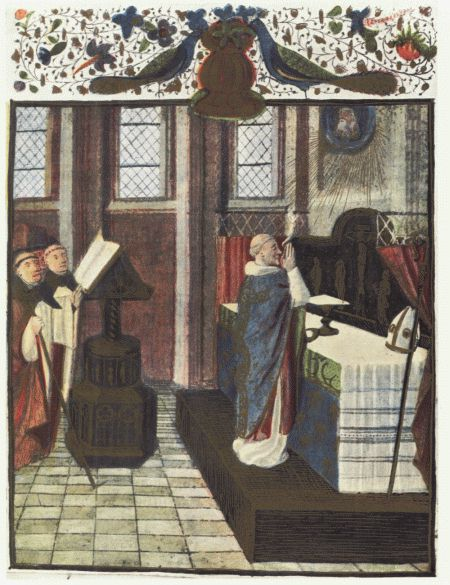
Священник, служащий католическую литургию. Римский миссал XV века

Месса до Тридентского собора, также Пред-тридентская месса — термин, относящийся к вариациям литургического обряда мессы в Риме до 1570 года, когда своей буллой Quo primum папа Пий V сделал Римский миссал, пересмотренный им, обязательным для всего латинского обряда или Западной церкви, за исключением тех мест, общины которых могли продемонстрировать различные обряды древностью до 200 лет и более.

## Сравнение Мессы, около 400 года и 1000 года
| около 400 года                                                                                   | около 1000 года                                                                                 |
| ------------------------------------------------------------------------------------------------ | ----------------------------------------------------------------------------------------------- |
| Месса оглашенных                                                                                 | Пред-Месса                                                                                      |
| Вступительное приветствие                                                                        | Входные церемонии - Introitus - Kyrie - Gloria in Excelsis Deo - Collecta                       |
| Чтение 1: Пророки Респонсорный псалом Чтение 2: Эпистола Респонсорный псалом Чтение 3: Евангелие | Служба чтений - Эпистола - Градуал - Аллилуйя или Тракт - Секвенция (необязательна) - Евангелие |
| Проповедь                                                                                        | Проповедь (необязательна)                                                                       |
| Молитва Отпуст оглашенных                                                                        | "Oremus" Credo                                                                                  |
| Причащение верных                                                                                | Жертвоприношение                                                                                |
| Приношение Святых Даров Молитва над приношениями                                                 | Обряды Оффертория - Офферторий - Молитвы и 25 псалом - Малый канон (необязателен) - Секрета     |
| Евхаристические молитвы                                                                          | Евхаристические молитвы - Præfatio - Sanctus - Канон Мессы                                      |
| Обряды Причащения Причастный псалом Молитва                                                      | Причастный цикл - Pater noster - Agnus Dei - Причастный кант - Молитвы - Посткоммунион          |
| Отпуст верных                                                                                    | Ite, missa est или Benedicamus Domino                                                           |

Source: Hoppin, Richard. Medieval Music. New York: Norton, 1977. Page 119 and 122.

### Научные источники
- Католическая Энциклопедия, «Liturgy of the Mass», исследования с точки зрения современного (обновлённого) литургиста, отца Adrian Fortescue  (англ.)
- A Short History of the Roman Mass. By Michael Davies, said to be based on Adrian Fortescue’s The Mass: A Study of the Roman Liturgy  (англ.)
- Early Western Liturgics  (англ.)
- Ordo Romanus Primus, by E.G. Atchley  (англ.)
- Gregorian Reforms (the liturgical reforms of Pope Gregory I in about 600)   (англ.)
- Carolingian Reforms (the liturgical reforms promoted by Charlemagne in about 800)  (англ.)
- Origins of the 1570 Missale Romanum, by Archbishop Anthony Bondi  (англ.)
- Notes on Mediæval Services in England: With an Index of Lincoln Ceremonies (A discussion of the ceremonies of the medieval Church of Lincoln)  (англ.)
- Tracts on the Mass (Includes two variants of the Ordinary of the Sarum Mass and a Pre-Tridentine variant of the Curial Use of the Roman Mass)  (англ.)
- Христианское прославление: истоки и эволюция; исследования Латинской литургии периода Шарлеманя  (англ.)

### Миссал до 1570 года
- The Ordo Missae of the 1474 Missale Romanum
- Missale romanum Mediolani, 1474 (Henry Bradshaw Society)
- Missale romanum Mediolani, 1474 (Vol. 2)
- Ordo Romanus Primus
- The Gelasian Sacramentary
- Sacramentarium Leonianum

### Миссалы до 1570 года, используемые неримскими католиками
- Eight pre-Tridentine variants of the Roman Mass side by side with the Tridentine Mass for comparison
- Ordo Missæ Lugdonensis (Ordinary of the Lyons Missal)
- Ordinary of the York Missal in English
- Missale Nidrosiense (Nidaros Missal) (недоступная ссылка)
- Missale Bracarense (Braga Missal) Ordo Missae and Canon in Latin
- Missale Coloniense (Cologne Missal)(alternative link) Ordo Missae and Canon in Latin.
- Missale Ordinis Praedictorium (The Dominican Missal) (an alternate link) Ordo Missae and Canon in Latin
- Ordo Missae Carthusiensis (The Carthusian Missal) Ordo Missae and Canon in Latin
- The Leofric missal as used in the Cathedral of Exeter during the episcopate of its first bishop, A.D. 1050—1072. Together with some account of the Red book of Derby, the Missal of Robert of Jumièges, and a few other early manuscript service books of the English church. Edited, with introd. and notes (1883) another link
- Missale ad usum insignis et praeclarae ecclesiae Sarum labore ac studio Francisci Henrici Dickinson (The Sarum Missal in Latin)
- Missale ad usum percelebris ecclesiae Herfordensis (The Hereford Missal)
- Missale ad usum insignis Ecclesiæ Eboracensis, Vol. 1 (The York Missal in Latin)(Vol. 2)
- Missale Ad Usum Ecclesie Westmonasteriensis (The Westminster Missal vol. 1)
- Missale Ad Usum Ecclesie Westmonasteriensis (The Westminster Missal vol. 2)
- Missale Drummondiense (An Irish Missal, which differs slightly from other uses of the Roman rite because St. Patrick and St. Gregory the Great are commemorated in the Canon of the Mass)
- The Sarum Missal in English
- The Missal of Robert of Jumièges
- The Rosslyn Missal(Alternate edition)
- The Irish Stowe Missal in comparison with later Medieval English Usages of the Roman Mass
- The Mass in Sweden:Its Development (Contains the ordinary of the medieval Use of Uppsala, Sweden)
- Comments of Helge Fæhn on the characteristics of the medieval Use of Nidaros as found in the surviving missals of the Archdiocese of Nidaros.

### Варианты римской мессы вне Рима
- Video of a Mass according to the Pre-Tridentine Use of Slesvig, Denmark (now Germany)
- Video of a Sarum-rite Mass celebrated by a Roman Catholic priest at Oxford in 1997
- Video of a Sarum-rite Mass for the Feast of Candlemas
- Video of a celebration of Mass according to the Medieval Use of York